# Фантони, Жуан
Жуан Фантони (порт.-браз. João Fantoni; 24 июля 1905, Белу-Оризонти — 19 июля 1982, Белу-Оризонти), также известен под именем Нинан (порт.-браз. Ninão), в Италии играл под именем Джованни Фантони (итал. Giovanni Fantoni) — бразильский футболист, нападающий.

## Карьера
Октавио Фантони родился в известной футбольной семье: двое его родных братье — Леонизио и Орландо были футболистами, также в футбол играл его двоюродный брат — Октавио. Они были ровесниками, поэтому, чтобы различать братьев их начали называть по номерам; Жуан стал Фантони I, Нининьо — Фантони II, Нижиньо — Фантони III, а Орландо — Фантони IV. Нинан начал карьеру в 1923 году клубе «Палестра Италия» из родного Белу-Оризонти. Там он выступал 4 сезона, проведя 112 матчей и забив 156 голов. Он выиграл три чемпионат штата Минас-Жерайс и в этих трёх розыгрышах он трижды становился лучшим бомбардиром турнира. 17 июня 1928 года Нинан забил 10 голов в одном матче, раз-за-разом поражая ворота клуба «Алвес Ногейра»; этот результат до сих пор является рекордным для «Крузейро».
В 1930 году Жуан вместе с Октавио перешёл в итальянский «Лацио». Он дебютировал в команде 26 апреля 1931 года в матче с «Наполи», в котором его клуб проиграл 0:1. Всего в первом сезоне он провёл 10 игр и забил 6 голов. Всего за клуб футболист играл 5 лет, проведя 113 игр и забив 38 голов. В одной из игр, 24 декабря 1933 года, Фантони сломал малоберцовую кость, из-за чего тот не мог ходить два месяца. В 1935 году он, вместе с Леонизио, который на год позже пришёл в клуб, вернулись в Бразилию. Причиной этому стал военный призыв, начатый в стране из-за войны в Эфиопии, а также трагическая смерть Октавио.
Вернувшись в Бразилию, Жуан ещё немного поиграл в «Палестре». А в 1942 году вошёл в совет директоров клуба, позже был его председателем. Также он полтора года тренировал команду, приведя её к победе в чемпионате штата.
У Фантони трое детей — Фернандо Жозе, Бенито Романо, оба стали футболистами, и дочь Жилда. Бенито, родившийся 5 июня 1931 года, был назван в честь Бенито Муссолини: Муссолини, поклонник «Лацио», перед игрой его клуба с «Ювентусом», пообещал, что если Жуан забьет в этой игре гол, то «дуче» возьмёт на себя все больничные расходы на новорожденного. Фантони забил два. Муссолини сдержал обещание, а Жуан в благодарность назвал сына двойным именем Бенито Романо (вторая часть имени в честь Рима, где тот родился).
Умер 19 июля 1982 года в возрасте 76 лет.

## Достижения

### Как игрок

#### Командные
- Чемпионат штата Минас-Жерайс: 1928, 1929, 1930

#### Личные
- Лучший бомбардир чемпионата штата Минас-Жерайс: 1928 (43 гола)[3], 1929 (33 гола)[9], 1930 (18 голов)[10]

### Как тренер
- Чемпионат штата Минас-Жерайс: 1943